# Vice-presidente do Brasil
O Vice-presidente do Brasil é o segundo cargo mais alto no ramo executivo do governo federal brasileiro, depois do Presidente do Brasil, e ocupa o primeiro lugar na sucessão presidencial. Tem a função de substituir o Presidente no caso de viagem ao exterior ou impedimentos e sucedê-lo em caso de renúncia, morte ou destituição do cargo por processo específico. Ele deve também dar conselhos ao Presidente, caso seja requisitado. A Constituição vigente permite que uma lei complementar dê novas atribuições ao vice-presidente. Ao longo da história, oito vice-presidentes já assumiram a presidência como titulares.
Durante a vigência da Constituição de 1891, entre 1891 e 1930, e entre 1946 e 1963, na vigência da Constituição de 1946 até a adoção da Emenda Constitucional n.º 6, de 1963, o vice-presidente atuava também como Presidente do Senado Federal. De 1967 a 1969, na vigência da Constituição brasileira de 1967, como Presidente do Congresso Nacional. O cargo esteve extinto entre 1930 e 1946.
O mandato do vice-presidente da República do Brasil é de quatro anos com direito a uma disputa pela reeleição consecutiva, caso seja escolhido novamente pelo presidente. A atual Constituição de 1988 havia fixado inicialmente mandato de cinco anos sem reeleição. As anteriores constituições do Brasil fixaram mandatos de quatro, cinco e seis anos. Nereu Ramos, João Goulart e Adalberto Pereira dos Santos foram os vice-presidentes que exerceram mandatos de cinco anos. O único vice-presidente a exercer o mandato de seis anos foi Aureliano Chaves, por força da Emenda constitucional n.º 8 de 1977, artigo 75, parágrafo 3.º.
Desde 1 de janeiro de 2023, o cargo é ocupado por Geraldo Alckmin, médico e ex-governador do estado de São Paulo. Os ex-vice-presidentes que estão vivos são: José Sarney, 20.º vice-presidente, nascido em 1930 (95 anos); Michel Temer, 24.º vice-presidente, nascido em 1940 (84 anos); e Hamilton Mourão, 25.° vice-presidente, nascido em 1953 (71 anos). O último ex-vice-presidente a morrer foi Marco Maciel, em 12 de junho de 2021, aos 80 anos.

## História

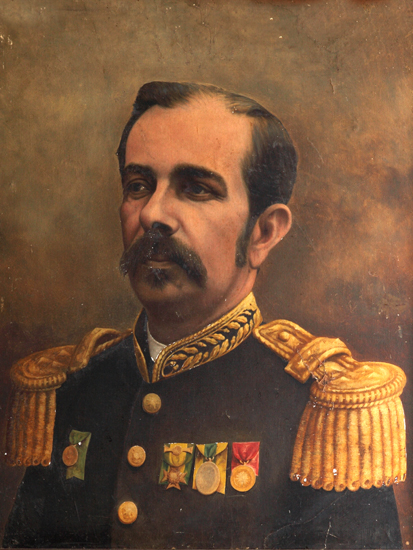
Marechal Floriano Peixoto, primeiro vice-presidente da República.

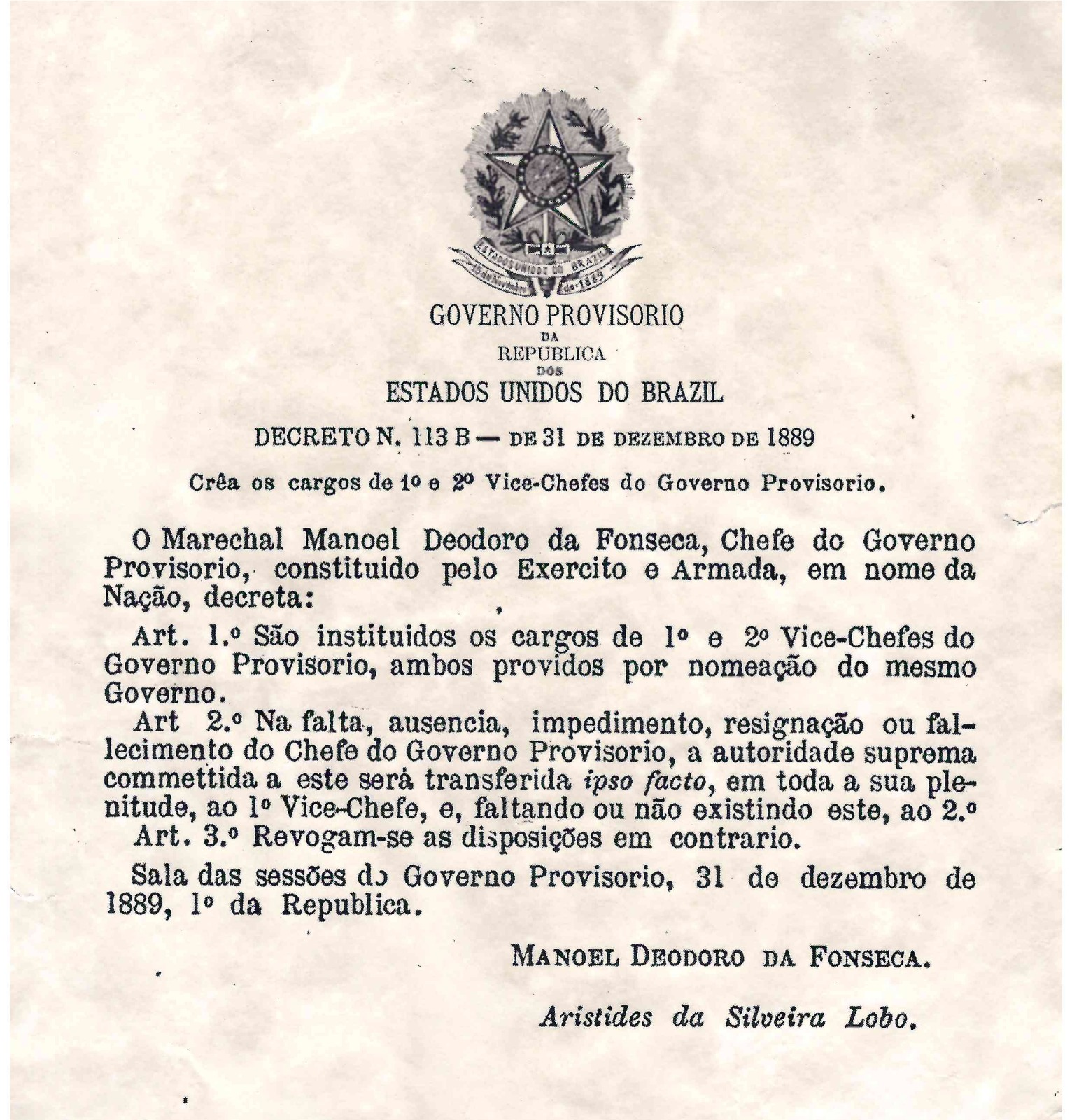
Decreto de 1889 que deu origem ao cargo que posteriormente foi oficializado pela Constituição de 1891.

O cargo foi oficialmente criado pela Constituição de 1891, tendo sido extinto nas Constituições de 1934 e 1937, restabelecido pela Constituição de 1946 e mantido nas Constituições de 1967 e 1988. A linha do tempo abaixo demonstra todas as pessoas que foram eleitas para o cargo, mas a numeração sequencial só considera as que efetivamente foram empossadas no cargo. Por essa razão, Silviano Brandão, morto antes de tomar posse e Vital Soares, impedido de assumir pela Revolução de 1930, não são considerados na contagem como vice-presidentes. Dois vice-presidentes, Delfim Moreira e José Sarney, assumiram os cargos já na condição de presidentes em exercício (ou interinos), em virtude de enfermidade dos titulares (Rodrigues Alves e Tancredo Neves, respectivamente), mas acabaram por se tornar presidentes por sucessão devido à morte dos titulares. No caso de Delfim Moreira, como ainda não haviam decorridos dois anos do mandato presidencial iniciado em 15 de novembro de 1918, a Constituição de 1891 pregava que nova eleição para presidente deveria ser realizada. Assim, após a eleição e posse de Epitácio Pessoa, Delfim Moreira voltou a ocupar a Vice-Presidência até sua morte, em 1 de julho de 1920. Somente Delfim Moreira e João Goulart foram vice-presidentes de dois presidentes diferentes, mas apenas Goulart exerceu o cargo ambas as vezes.
Oito dos 39 presidentes que o Brasil teve ao longo de sua história republicana foram vices que assumiram o posto de presidente pela linha sucessória: Floriano Peixoto, Nilo Peçanha, Delfim Moreira, Café Filho, João Goulart, José Sarney, Itamar Franco e Michel Temer. Pedro Aleixo deve ser considerado presidente por lei, uma vez que era o sucessor legítimo de Costa e Silva (que encontrava-se incapacitado), mas foi impedido pela junta militar de 1969. Outros quatro também exerceram o cargo máximo da República: Afonso Pena e Venceslau Brás foram eleitos presidentes, ambos após a vice-presidência; Nereu Ramos subiu pela linha sucessória a partir do cargo de 1º vice-presidente do Senado Federal; Augusto Rademaker fez parte da junta que impediu Aleixo, antes de ser eleito o vice-presidente e, inclusive, passar a faixa para o novo presidente, Garrastazu Médici. Rademaker e Delfim foram os que presidiram antes de ser exercer o cargo de vice.
A partir de Michel Temer passou-se a adotar o retrato oficial vice-presidencial em que a bandeira vice-presidencial e a bandeira do Brasil aparecem compondo a fotografia, tradição também presente na foto oficial de Hamilton Mourão divulgada em 30 de janeiro de 2019.

## Cargo

### Requisitos
Para concorrer à vice-presidência, é necessário observar as limitações impostas pela Constituição: ser brasileiro nato; ter a idade mínima de 35 anos, completos antes do pleito; ter o pleno exercício de seus direitos políticos; ser eleitor e ter domicílio eleitoral no Brasil; ser filiado a uma agremiação ou partido político.
O vice-presidente deixou de ser o presidente do Senado Federal e do Congresso Nacional, apenas a partir da Emenda Constitucional nº 1, editada, em 17 de outubro de 1969, pela junta militar de 1969 que assumiu o poder em 31 de agosto de 1969, situação esta mantida na Constituição de 1988. A Emenda Constitucional nº 1 e a Constituição de 1988, (artigo 80), mantiveram o presidente da Câmara dos Deputados como o segundo na linha sucessória.

### Eleição e posse

#### Eleição

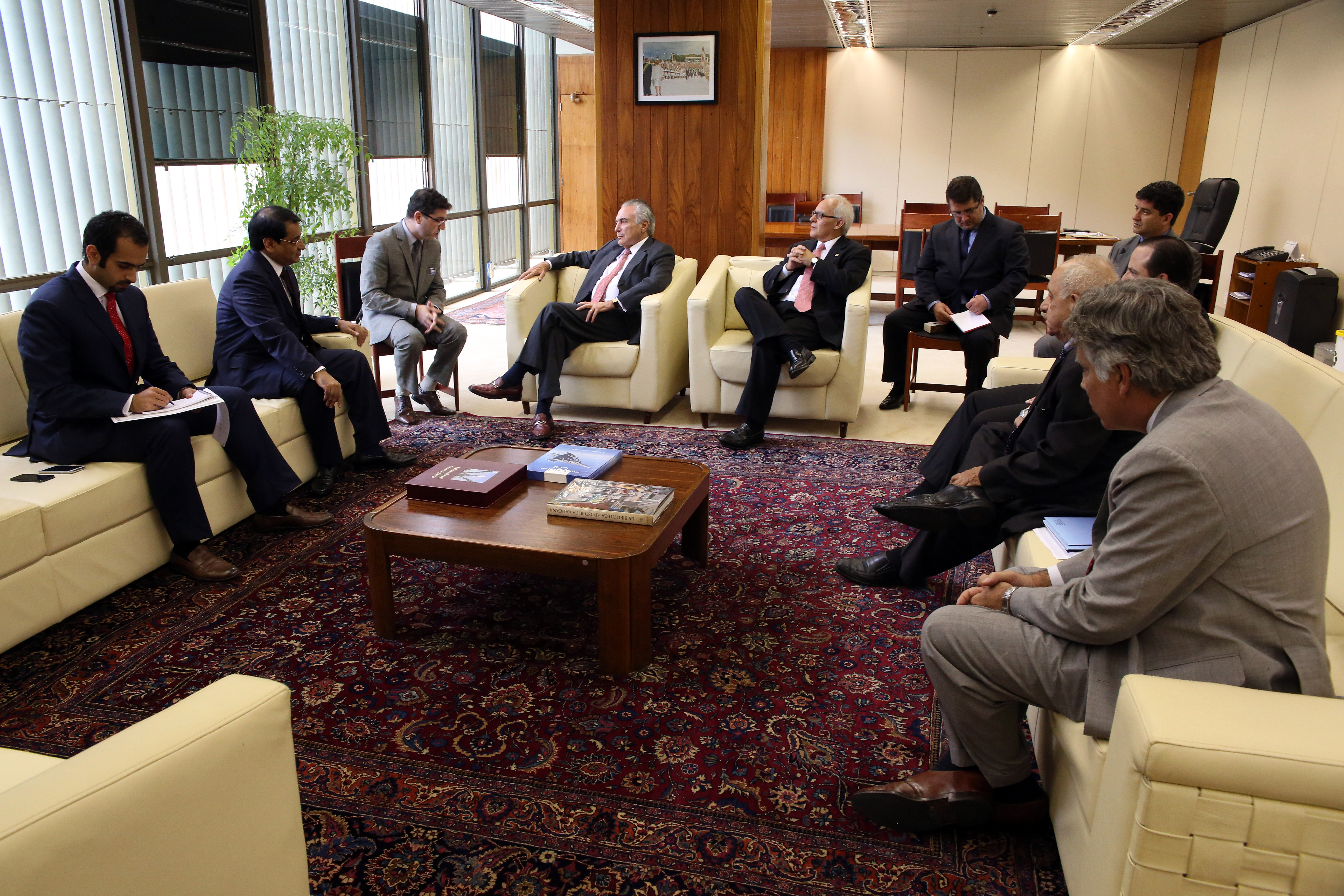
Gabinete da vice-presidência no Anexo do Palácio do Planalto.

Durante a República Velha, de 1894 até 1930, as eleições diretas para eleição do presidente e vice-presidente da república eram realizadas em 1 de março, de 4 em 4 anos, e a posse em 15 de novembro. Durante a vigência da Constituição de 1946, as eleições diretas para escolha do presidente se davam, em 3 de outubro, de 5 em 5 anos, e a posse dos presidentes em 31 de janeiro do ano seguinte. Desde a emenda número 25 de 1985 à Constituição de 1967, o presidente da República é eleito diretamente pelo povo. Caso nenhum dos candidatos a presidente obtenha maioria absoluta na primeira votação, realiza-se o segundo turno, em que só poderão concorrer os dois candidatos mais votados no primeiro. A partir da Emenda constitucional número 16, de 1997, passou-se a admitir a reeleição por mais um único período subsequente.

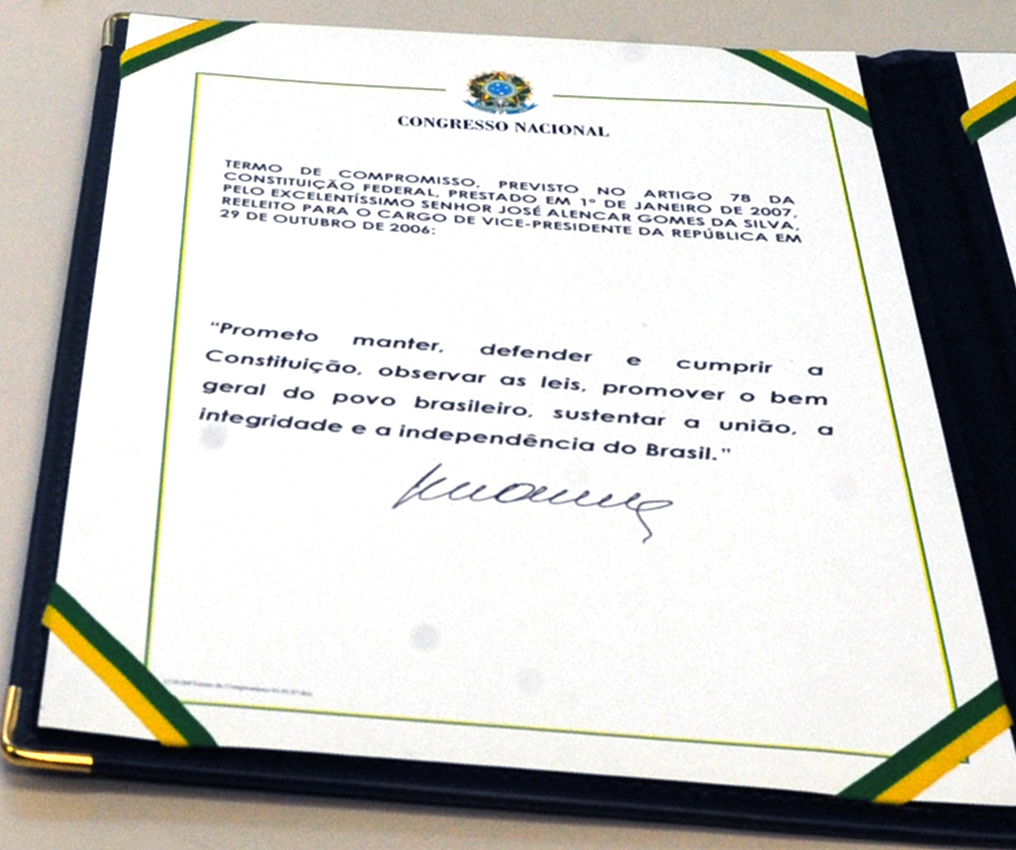
Assinatura de José Alencar no termo de compromisso, por ocasião de sua posse no cargo de vice-presidente.

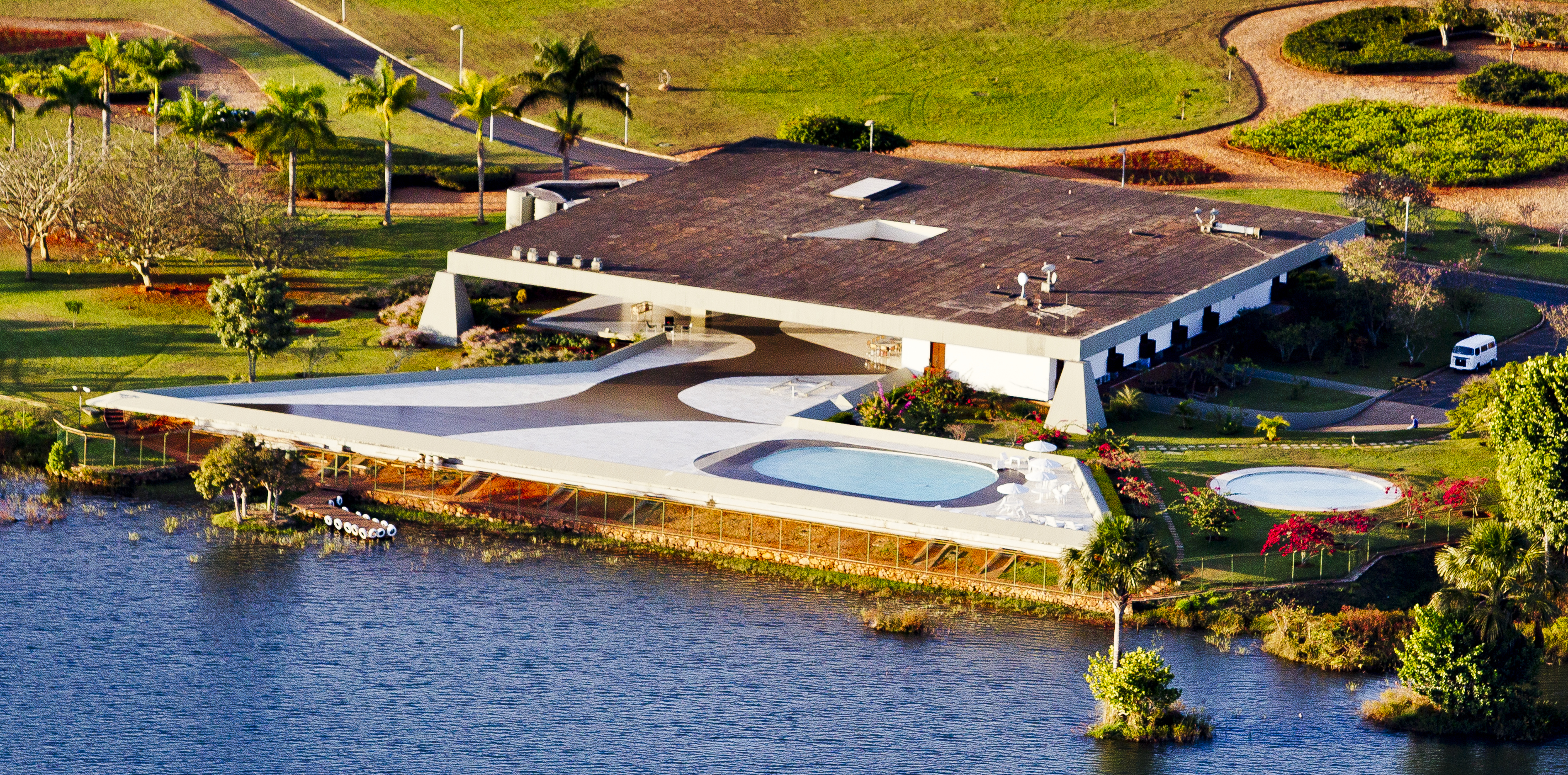
Palácio do Jaburu, residência oficial do vice-presidente.

Antigamente, votava-se em separado para o cargo de presidente e o de vice-presidente. Por esse motivo João Goulart foi eleito vice duas vezes, de Juscelino Kubitschek e de Jânio Quadros, na época adversários políticos. A partir da Emenda Constitucional número 9, de 22/07/1964, os candidatos a presidente e vice-presidente passaram a ser eleitos conjuntamente por chapa. É necessário que ambos os candidatos estejam inscritos na mesma chapa, mas não necessariamente sejam do mesmo partido. É a chamada coligação partidária. Isso significa que, seja habitual o apoio de um ou mais partidos. Embora isso não seja regra, pois há chapas com candidatos da mesma agremiação, acredita-se que seja muito difícil um presidente ser eleito sem tais coligações. Inicialmente, pelo artigo 77 da Constituição de 1988, a eleição era fixada sempre 90 dias antes do término do mandato vigente. Entretanto, ocorre no 1º domingo do mês de outubro e, se necessário o segundo turno, este acontecerá no último domingo do mesmo mês.

#### O vice-presidente eleito
Ao candidato eleito vice-presidente do Brasil é dado o título de vice-presidente eleito desde a divulgação do resultado das eleições, em primeiro ou segundo turno, até a sua posse, que acontece em Brasília, no dia primeiro de janeiro do ano seguinte ao da eleição. O título é concedido de maneira oficial ao ser feita a diplomação[carece de fontes?] dos candidatos a presidente e vice-presidente eleitos, quando se esgota o período de questionamento do resultado das eleições, pelo Tribunal Superior Eleitoral. O título não é concedido quando o candidato é eleito para um segundo mandato, ou seja, é reeleito vice-presidente, uma vez que este já se encontra no exercício da vice-presidência.
De acordo com o artigo 77 da Constituição Federal, é considerado eleito o candidato que obtiver a metade dos votos válidos mais um em eleição realizada no primeiro domingo de outubro. Se nenhum candidato chegar a esta marca, é convocado um segundo turno entre os dois candidatos com a maior quantidade de votos no primeiro turno, a ser realizada no último domingo de outubro. A Constituição determina ainda que o vice-presidente seja eleito junto ao presidente para um mandato de quatro anos, com direito a reeleição, iniciado no dia primeiro de janeiro do ano seguinte.

#### Sucessão e substituição
O vice-presidente assume a Presidência da República quando:
1. por morte do titular;
2. por incapacidade civil absoluta do titular;
3. pela perda dos requisitos constitucionais para o exercício do cargo, ou pela verificação da inexistência dos mesmos, ou de inelegibilidade, à época da eleição;
4. pela condenação do titular em processos por crime comum ou de responsabilidade;
5. por ausência do país por mais de quinze dias, sem permissão do Congresso Nacional;
6. por não haver o presidente eleito assumido o cargo dentro dos dez dias da data fixada para a posse, salvo motivo de força maior;
7. por renúncia do titular.

### Privilégios
O vice-presidente não trabalha no Palácio do Planalto, mas em um edifício anexo, enquanto o Palácio do Jaburu, situado às margens do Lago Paranoá, é a residência oficial. Foi projetado pelo arquiteto Oscar Niemeyer em 1973 e ocupado em 1977 (por Adalberto Pereira dos Santos, vice de Ernesto Geisel), dezessete anos após a inauguração de Brasília. O palácio recebeu esse nome por ficar ao lado dos Lagos do Jaburu. A tranquilidade do lugar ajuda a transformá-lo em um viveiro natural de pássaros, que acabaram por misturar-se às emas que circulam, com absoluta liberdade, pela imensa área gramada. Em seu jardim, projetado pelo paisagista Roberto Burle Marx, foram cuidadosamente mantidas várias espécies de árvores típicas do cerrado original, que hoje se misturam às fruteiras e às plantas ornamentais trazidas de outras regiões do País.

## Ocupantes

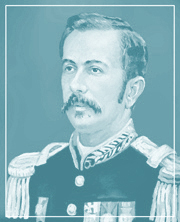
1.º Floriano Peixoto 1891
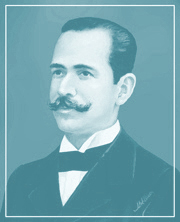
2.º Manuel Vitorino 1894–1898
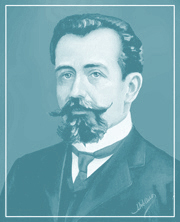
3.º Rosa e Silva 1898–1902
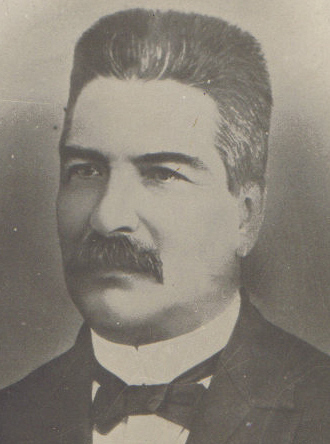
. Silviano Brandão não tomou posse
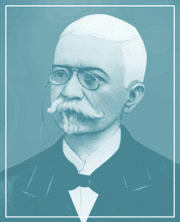
4.º Afonso Pena 1903–1906
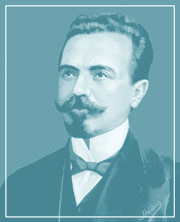
5.º Nilo Peçanha 1906–1909
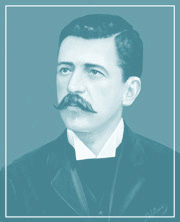
6.º Venceslau Brás 1910–1914
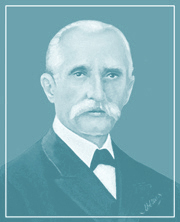
7.º Urbano Santos 1914–1918
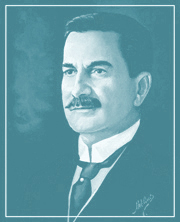
8.º Delfim Moreira 1918–1920
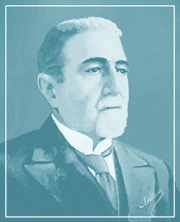
9.º Bueno de Paiva 1920–1922
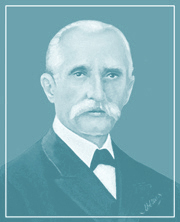
. Urbano Santos não tomou posse
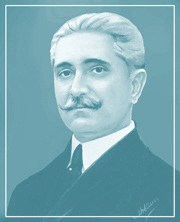
10.º Estácio Coimbra 1922–1926
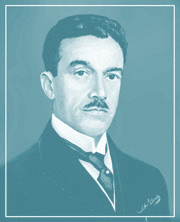
11.º Fernando de Melo Viana 1926–1930
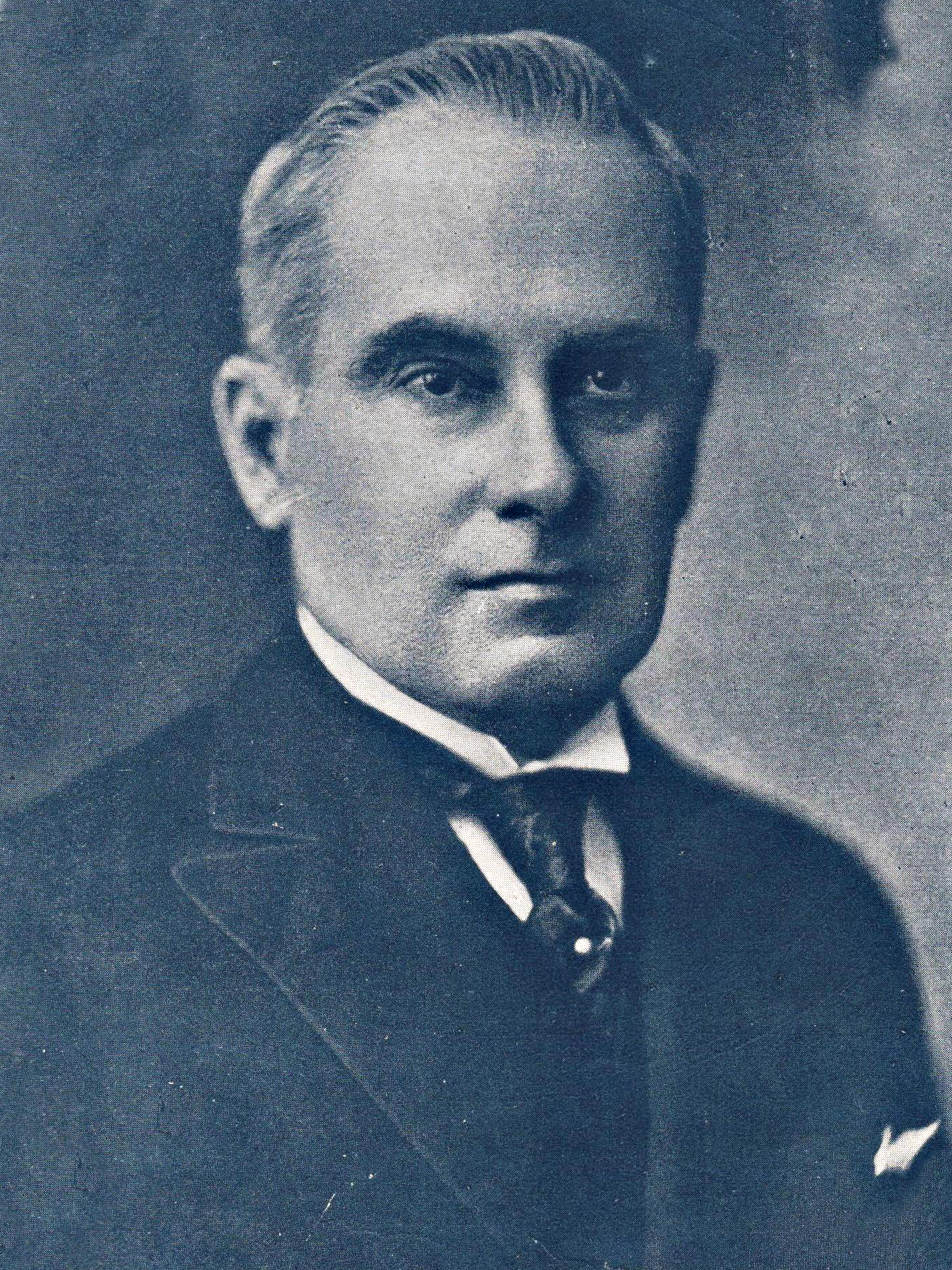
· Vital Soares não tomou posse
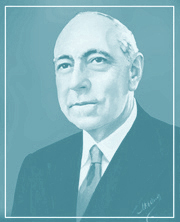
12.º Nereu Ramos 1946–1951
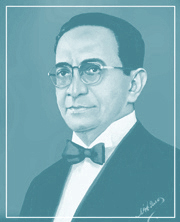
13.º Café Filho 1951–1954
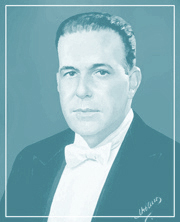
14.º João Goulart 1956–1961
15.º José Maria Alkmin 1964–1967
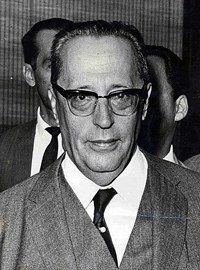
16.º Pedro Aleixo 1967–1969
17.º Augusto Rademaker 1969–1974
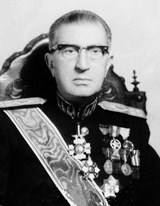
18.º Adalberto Pereira dos Santos 1974–1979
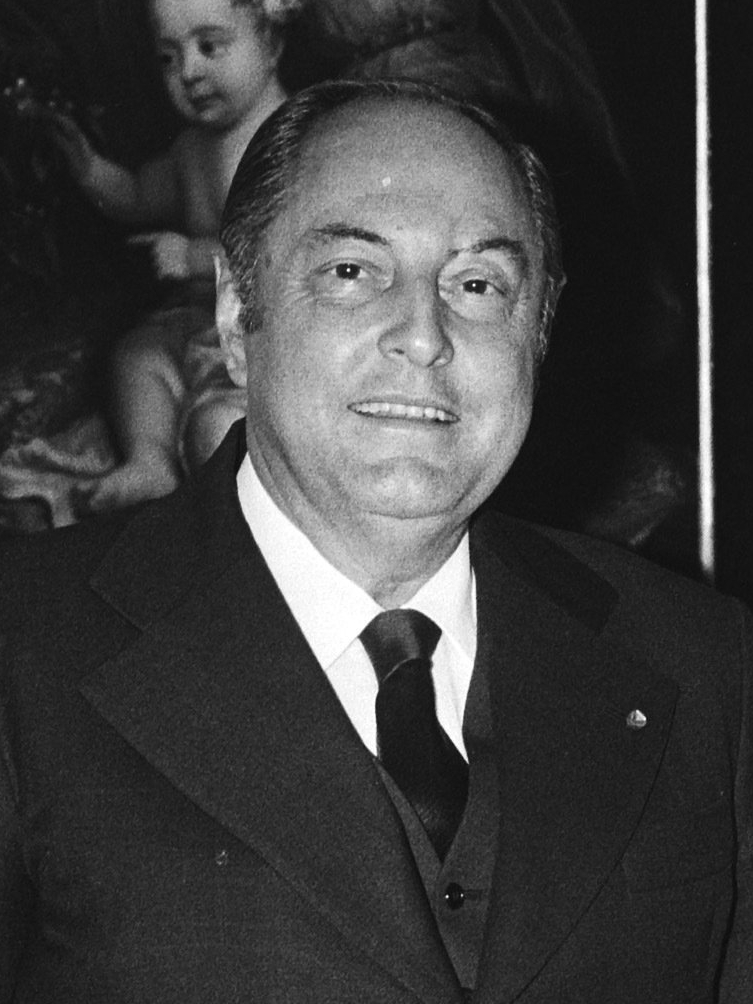
19.º Aureliano Chaves 1979–1985
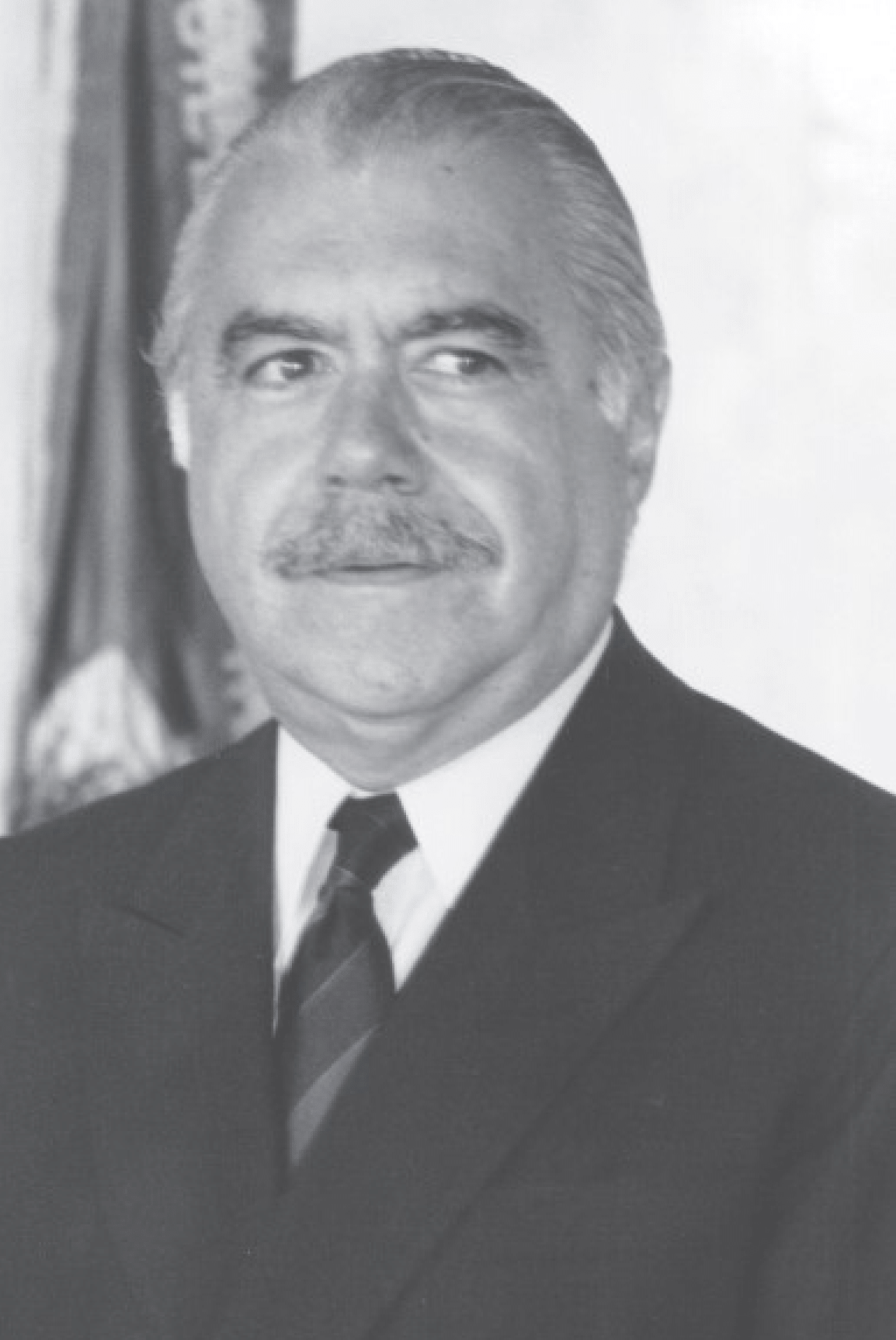
20.º José Sarney 1985
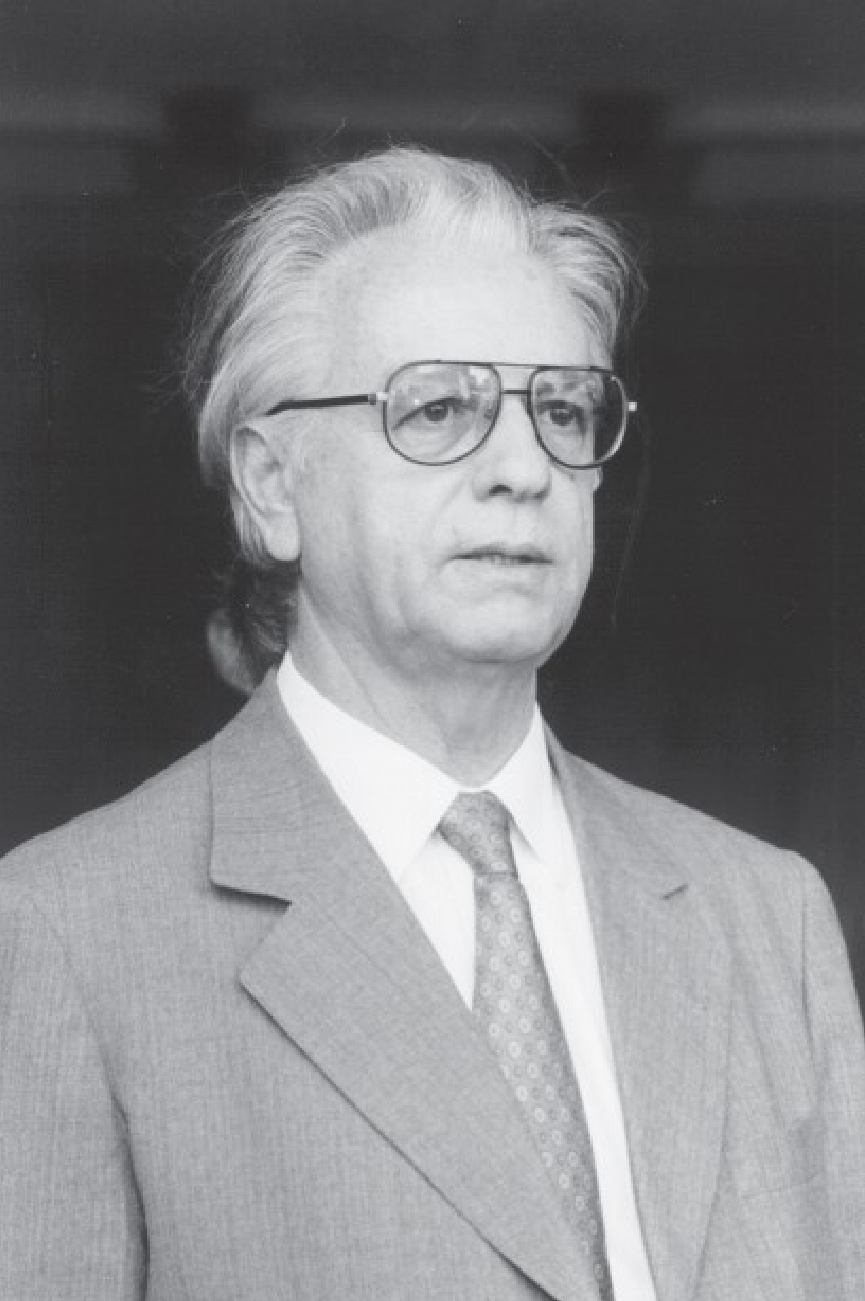
21.º Itamar Franco 1990–1992
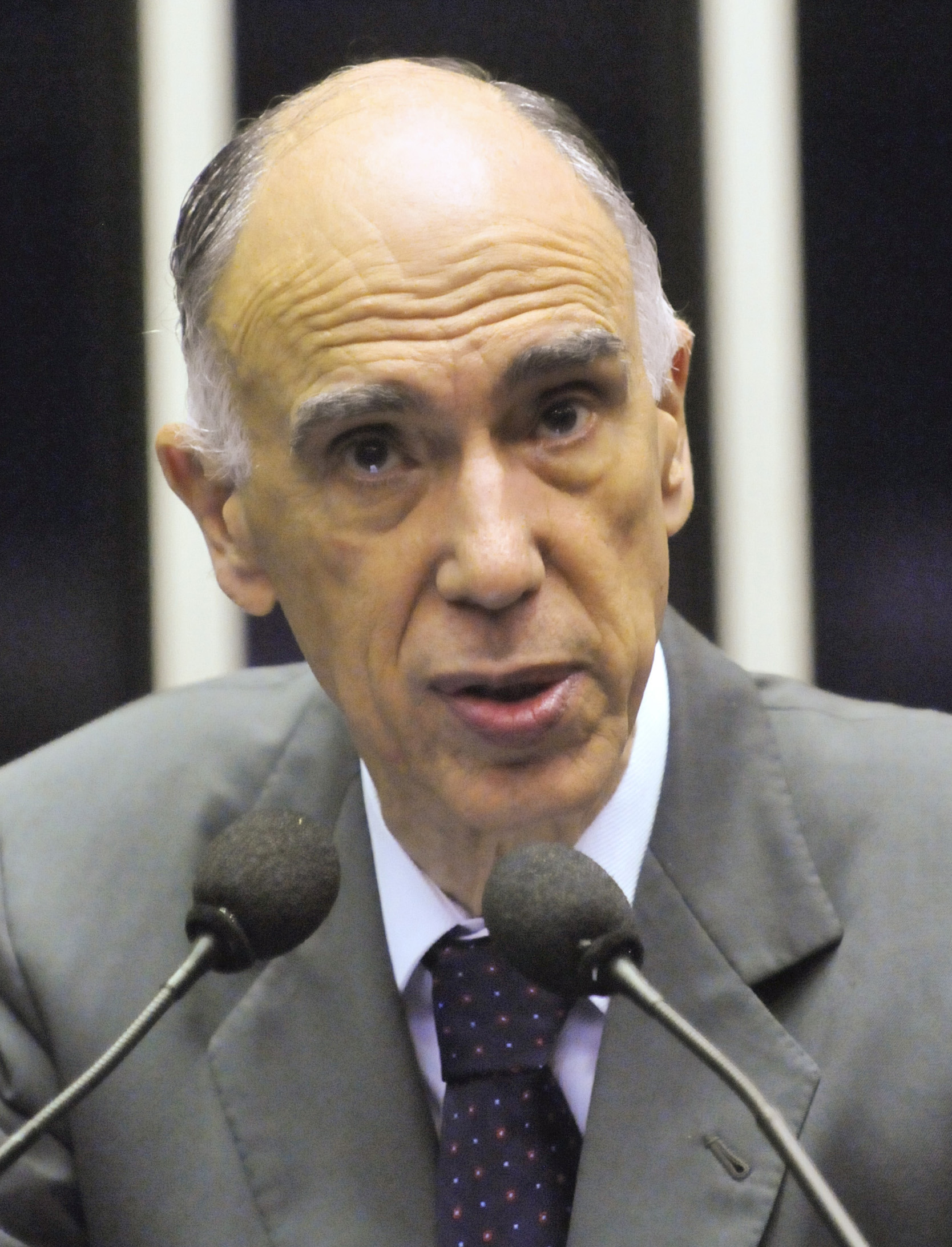
22.º Marco Maciel 1995–2003
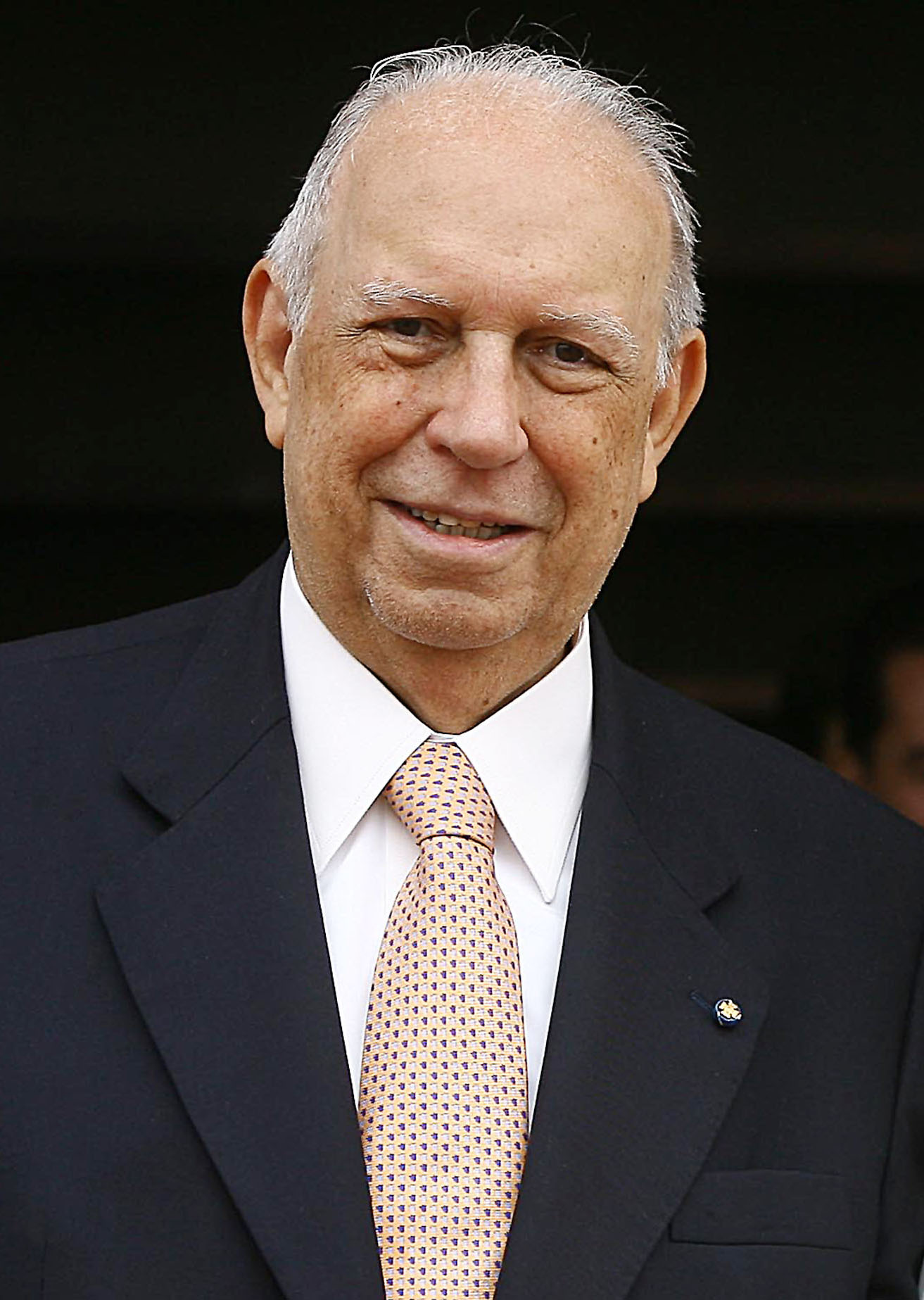
23.º José Alencar 2003–2011
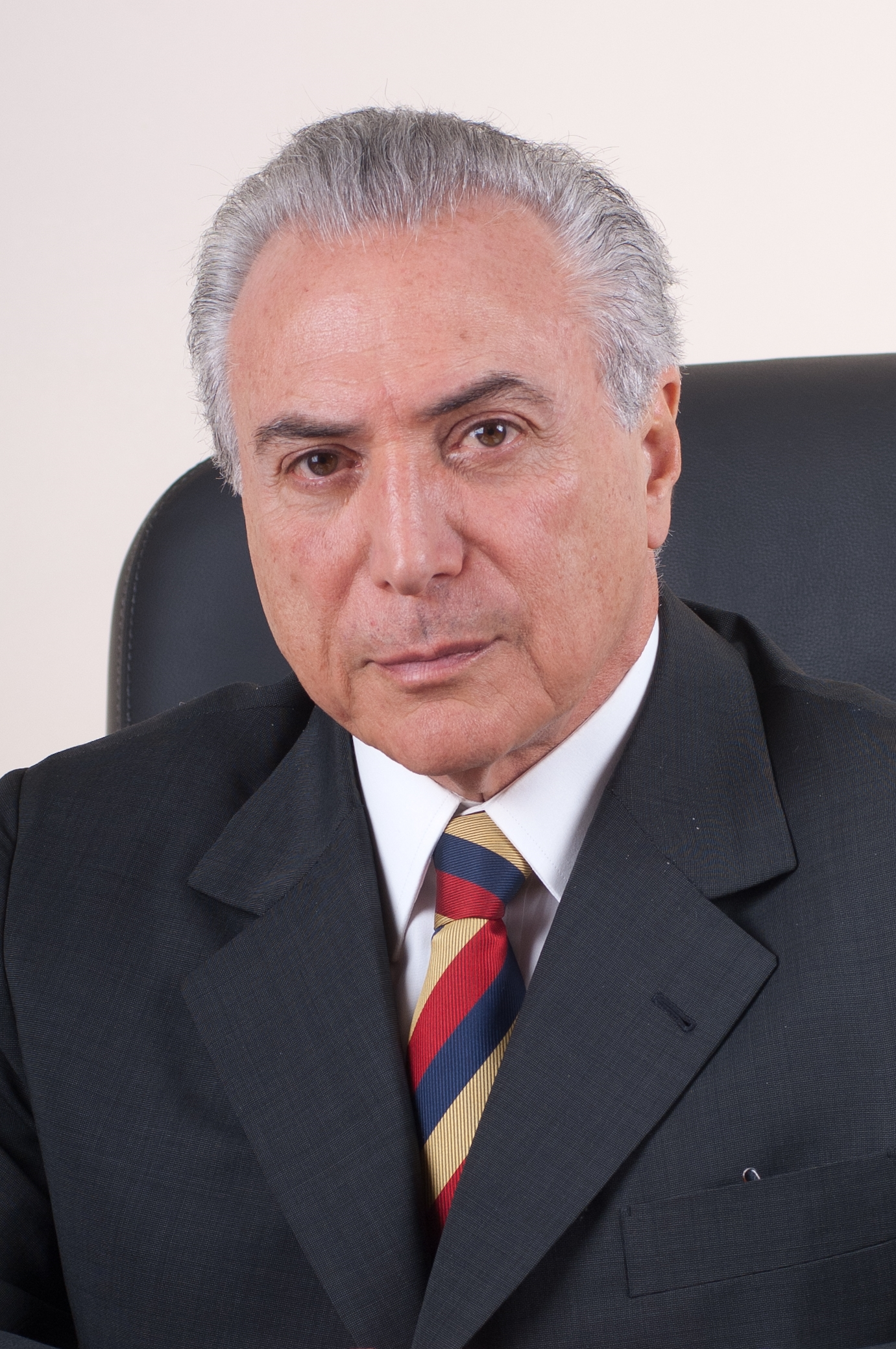
24.º Michel Temer 2011–2016
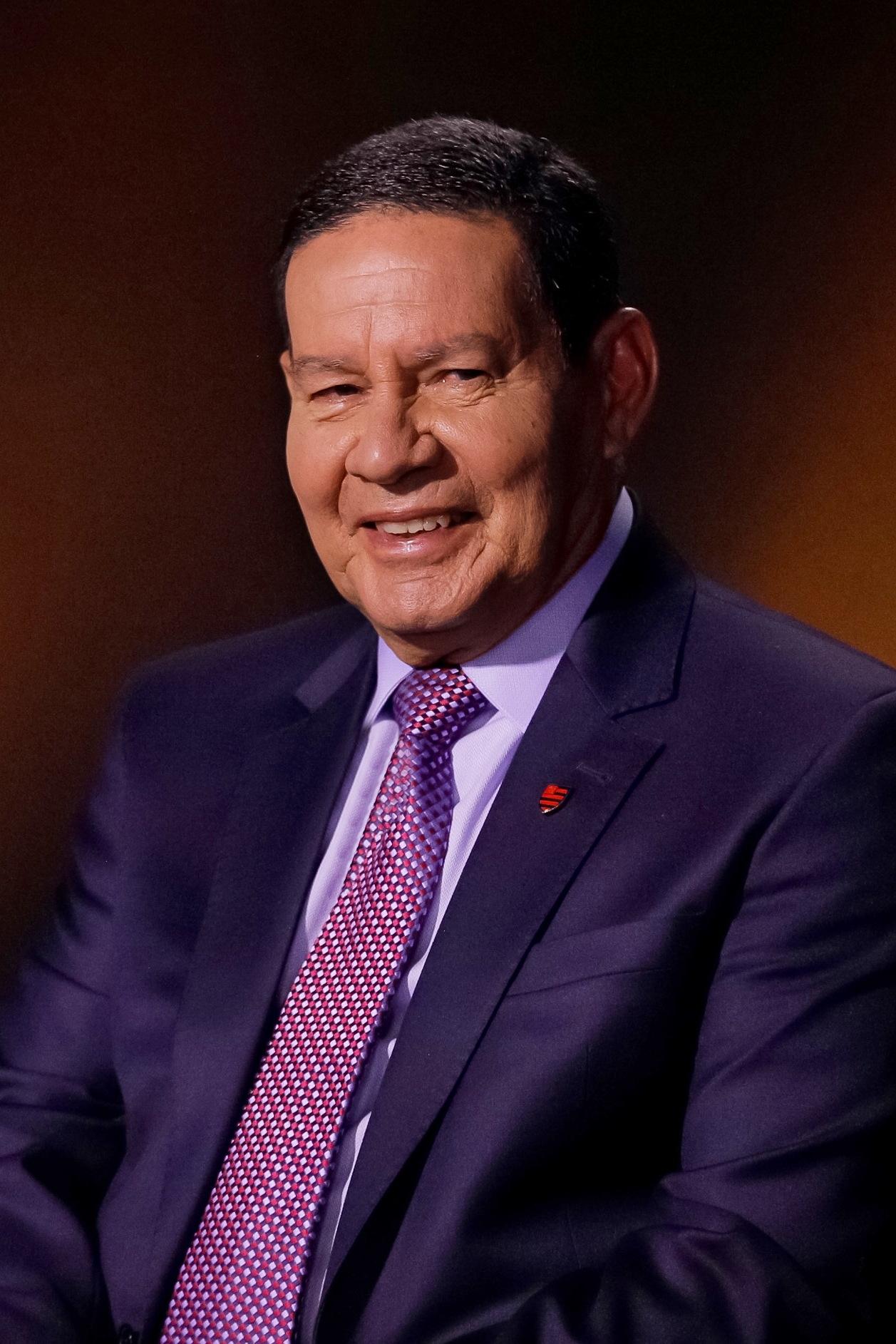
25.º Hamilton Mourão 2019–2023
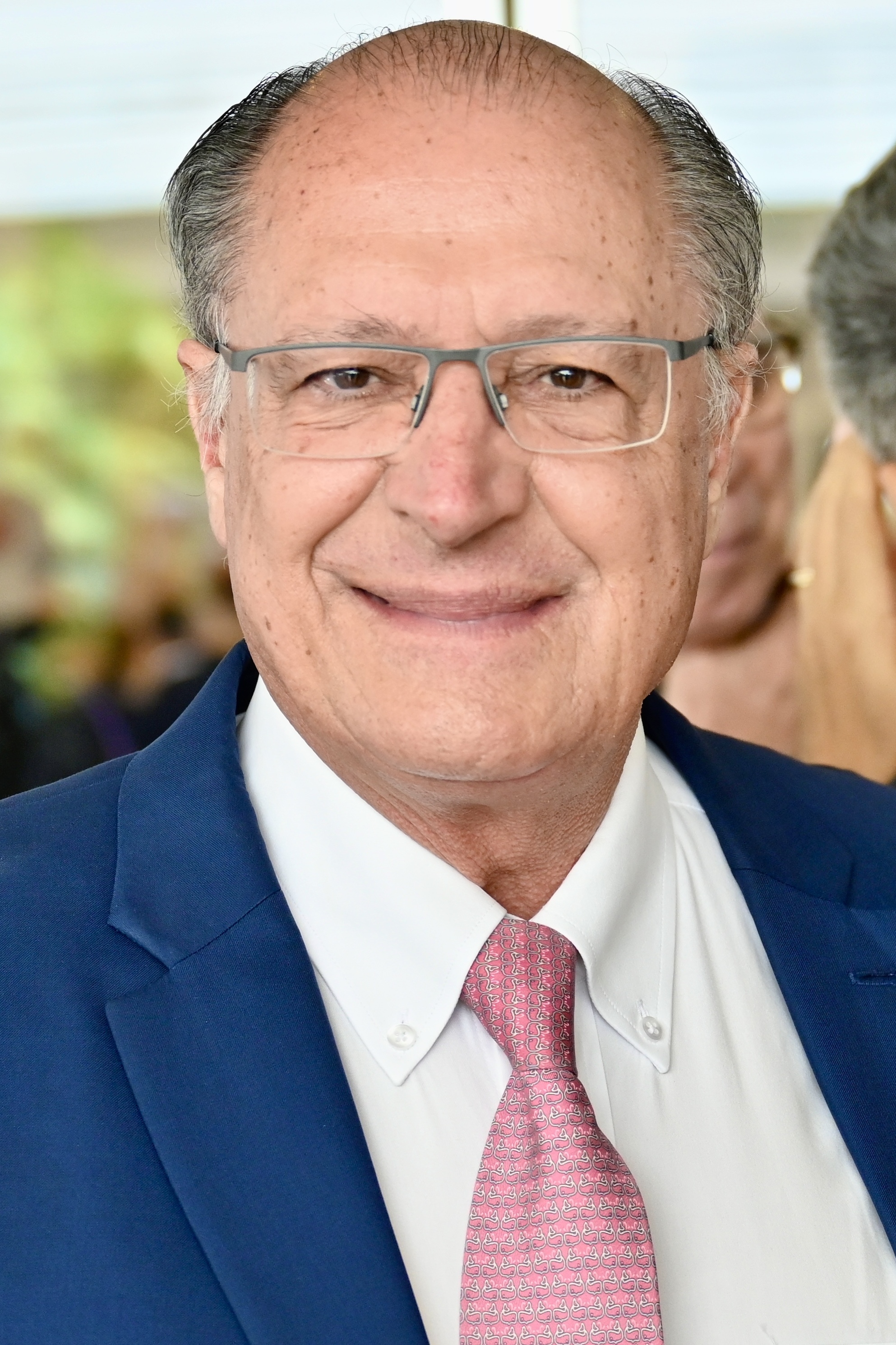
26.º Geraldo Alckmin 2023–atual